# Rosa Novell
Rosa Novell Clausells (Barcelona, 20 de junio de 1952-ibidem, 27 de febrero de 2015) fue una actriz, directora de teatro y escenógrafa española, hermana del actor y periodista Queco Novell. Su abuelo fue Manuel Clausells, un apasionado activista cultural de la Cataluña de antes de la guerra, amigo del músico Eduard Toldrà.

## Biografía
Rosa Novell creció en el barrio de Gracia, donde ya interpretó los Pastorets en Els Lluïsos. Sus padres eran unos grandes actores aficionados del barrio de Gracia. Ella actuó por primera vez con cuatro años:
“Con cuatro años debuté en una obra en que San Francisco convertía a los indios. Yo hacía de índia con una túnica y unas sandalias que me iban enormes. Me tenía que quedar quieta y en vez de eso decidí dirigirme al público para recoger sus aplausos. Me tuvieron que quitar del escenario llorando.”
En el año 1976 se licenció en Literatura Catalana Contemporánea en la Universidad Autónoma de Barcelona (UAB). Ese mismo año dio el título a su madre para decirle que a partir de ese momento se dedicaría a lo que más le gustaba, la interpretación, y cursó su primer año en el Instituto del Teatro. Aun así, se sacó las oposiciones para trabajar en la Corporación Metropolitana, pero después siguió con sus estudios musicales (de solfeo y violín) y de canto también en el Instituto.
Estudió danza contemporánea en el Dance Centre de Londres y danza clásica y jazz con la actriz y directora de cine y teatro Sílvia Munt. Además, a principios de la década de los 80 hizo cursos de interpretación con Carlos Gandolfo y John Strasberg y cursó estudios de doctorado de artes escénicas en la UAB - Instituto del Teatro.
En 2013 le diagnosticaron un cáncer de pulmón que la dejó ciega un año después. A pesar de su fuerza de voluntad, que la llevó a seguir actuando aun cuando ya había perdido la vista (L'última trobada y El testament de la Rosa), murió en Barcelona el 27 de febrero de 2015 a causa de la enfermedad que sufría.

## Carrera profesional
Debutó como actriz profesional de teatro en 1974 con Las Troyanas de Eurípides, trabajando en numerosas obras desde entonces como La Senyora Florentina i el seu amor Homer (1994) de Mercè Rodoreda, Hamlet, de Shakespeare, Quiriquibú, de Joan Brossa, Qué hermosos días, de Samuel Beckett y Restauración, de Eduardo Mendoza. De sus trabajos en filmes y series de televisión, los más conocidos son su interpretación en las telenovelas Nissaga de poder y El cor de la ciutat, de TV3, y Festa amb Rosa Mª Sardà. En cine destaca su aparición en Lola, de Bigas Luna.
Como directora de teatro, destaca el montaje Maria Rosa (1997) del autor catalán Àngel Guimerà y Les dones sàvies, de Molière. También llevó a escena Un'anima chiamata Puccini, Il Teatro alla Moda de B. Marcello (1999), Greus qüestions (2004) y Sin noticias de Gurb (2008), de Eduardo Mendoza. En 2005, dirigió Fi de partida de Samuel Beckett, Vells temps (2006), de Harold Pinter y Olga sola de Joan Brossa, que le valió el premio de dirección de la Crítica de 1998. El 2007 la Generalidad de Cataluña le otorgó la Creu de Sant Jordi.
En octubre de 2014 volvió a los escenarios, pese a una ceguera consecuencia del cáncer de pulmón que padecía, detectado en mayo de 2013, y que acabó finalmente con su vida.
En cine, su último trabajo fue Rastros de sándalo, el filme ganador de la última edición de los Premios Gaudí.

## Premios
A lo largo de su carrera, Rosa Novell recibió numerosos premios fruto de su trabajo tanto de actriz como de directora.
| Año  | Obra                                      | Premio                                                          | Resolución |
| ---- | ----------------------------------------- | --------------------------------------------------------------- | ---------- |
| 1986 | La Ronda                                  | Premio Joanot de interpretación                                 | Ganadora   |
| 1988 | La marquesa Rosalinda                     | Premio Nacional de Interpretación de la Generalidad de Cataluña | Ganadora   |
| 1989 | Elsa Schneider                            | Premio Margarida Xirgu                                          | Ganadora   |
| 1994 | Joan Miró, l'amic de les arts             | Premio FAD- Sebastià Gasch                                      | Ganadora   |
| 1995 | La senyora Florentina i el seu amor Homer | Premio de la Crítica                                            | Ganadora   |
| 1995 | La senyora Florentina i el seu amor Homer | Premio de la Asociación de actores y directores de Cataluña     | Ganadora   |
| 1998 | Olga sola                                 | Premio de dirección de la Crítica                               | Ganadora   |
| 2000 | Plaça dels herois                         | Premio Butaca de los espectadores a la mejor actriz             | Ganadora   |
| 2000 | Plaça dels herois                         | Premio de la Crítica de Barcelona a la mejor interpretación     | Ganadora   |
| 2001 | La noche de Molly Bloom                   | Premio Butaca de los espectadores a la mejor actriz             | Ganadora   |
| 2007 | -                                         | Creu de Sant Jordi                                              | Ganadora   |
| 2014 | (Premio a la trayectoria)                 | Premio Butaca Honorífico Anna Lizarran                          | Ganadora   |
| 2015 | Rastros de Sándalo                        | Premio Gaudí a la mejor actriz secundaria                       | Nominada   |
| 2015 | L'última trobada                          | Premio MAX a la mejor actriz de reparto (nominación póstuma)    | Finalista  |

## Fondos
Los fondos de la actriz han sido cedidos por su familia al Instituto del Teatro de Barcelona y el Museo de las Artes Escénicas se ha encargado de su catalogación.

## Obras

### Teatro

#### Como actriz
- (1968) Nuestra ciudad, de Thorton Wilder. Grupo G.E.N.T. Lluïsos de Gràcia. Teatro Independiente. Dirección: Josep Mª Salvadó

- (1969) Los físicos, de Dürrenmatt. G.E.N.T. Dirección: Josep Mª Salvadó
- (1970) Massa temps sense piano, de Alexandre Ballester. G.E.N.T. Dirección: Joan Lluís Bozzo
- (1974) Las Troyanas de Eurípides, versión de Jean-Paul Sartre y traducción de Manuel de Pedrolo. Grupo de estudios teatrales de la UAB. Dirección: Joan Lluís Bozzo. Interpreta a Hécuba

- (1975) Terra Baixa de Àngel Guimerà, versión de Guillem J. Graells. Dirección: J. M. Montanyés, escenografía de Fabià Puigserver

- (1976) Quiriquibú de Joan Brossa. Dirección y escenografía: Fabià Puigserver. Interpreta el monólogo de transformismo “Pas d’acció” (9 personajes)

- (1976) El bon samarità… de J. Abellán. GREC 76. Campaña de teatro de verano realizada en el Teatre Grec de Barcelona. Dirección: Lluís Pascual, Pere Planella, Fabià Puigserver y escenografía de Fabià Puigserver

- (1976) Don Juan Tenorio de Zorrilla. Assemblea de Treballadors de l’Espectacle. Born

- (1977) Sueño de una noche de verano de William Shakespeare. ADTE. Traducción de Josep Maria de Sagarra. Dirección: J. Mesalles i J. Puigcorbé. Interpreta a Titania e Hipólita

- (1978) Antígona de Salvador Espriu. Grupo de estudios teatrales de Horta. Direcció: J. Montanyés y Just Sagarra. Escenografía y vestuario: Fabià Puigserver. Interpreta a Ismene

- (1979) La Gaviota de Anton Chéjov. Traducción de Joan Oliver. Dirección: Hermann Bonnín. Interpreta a Maixa

- (1979) Hamlet de W. Shakespeare. Versión y traducción de Terenci Moix. Dirección: Pere Planella. Escenografía y vestuario: Montse Aenós e Isidre Prunés. Interpreta a Ofelia
- (1979) Dragonera. Teatre Grec. La Trepa. Jorge Díaz
- (1980) El balcó de Jean Genet. Traducción de Carme Serrallonga. Dirección: Lluís Pascual. Escenografía y vestuario: Fabià Puigserver. Interpreta a Chantal
- (1980) Marco Antonio y Cleopatra de W. Shakespeare. Dirección: J. Mesalles. Traducción de J.M. de Sagarra. Interpreta a Cleopatra
- (1981) El guante negro de August Strindberg. Centro dramático de la Generalitat. Traducción de Lluís Solà. Dirección: Hermann Bonnín. Escenografía y vestuario: Ramon Ivars. Interpreta a la Dama
- (1982) El príncipe de Homburg de Von Kleist. Traducción de Carme Serrallonga. Espacio escénico: Iago Bonet. Vestuario: Ramon Ivars. Interpreta a Natalia de Orange
- (1983) Deixeu-me ser mariner de Jaume Serra Fontelles. Teatre Obert, Centro Dramático de la Generalitat. Escenografía: Joan Guillén. Dirección: Beno Mazzone. Premio Ciutat de Barcelona al mejor montaje, 1983. Interpreta a la Abuela
- (1984) Qué hermosos días de Samuel Beckett. Traducción de V. Altaió y P. Gifreu. Dirección: Sanchis Sinistearra. Escenografía: Noguera y Simó. Interpreta a Winnie. Estrenada en el Teatre Regina de Barcelona y llevada al Festival Internacional de Teatro de Valladolid, Granada, Tarrasa, Olot, Valencia, Madrid y al Festival Internacional de Zaragoza
- (1984) Como gustéis de W. Shakespeare. Traducción de Josep Mª de Sagarra. Dirección: Ll. Pascual. Escenografía y vestuario: Fabià Puigserver. Interpreta a Rosalina-Ganímedes
- (1985) El águila de dos cabezas de Jean Cocteau. Traducción de G. J. Graells. Vestuario: R. Espada. Escenografía: E. Ivars. Interpreta a Edith de Berg
- (1985) La Ronda de A. Schnitzler. Dirección: Mario Gas. Interpreta a la Actriz
- (1986-1987) La señora de Sade de Yukio Mishima. Dirección: J. Mesalles. Interpreta a Renée de Sade
- (1987) El 30 de abril de Joan Oliver. Dirección: Pere Planella. Interpreta a Xamuka Xepé
- (1987) El intercambio de Paul Claudel. Dirección: Ariel García-Valdés. Interpreta a Lechy Elbernon
- (1988) La marquesa Rosalinda de Ramón María del Valle-Inclán. Dirección: Alfredo Arias. Interpreta a la Marquesa Rosalinda
- (1989) Elsa Schneider de Sergi Belbel. Dirección: Ramón Simó. Interpreta a Romy Schneider
- (1989) El viaje de Manuel Vázquez Montalbán. Dirección: Ariel García-Valdés
- (1990) Restauración de Eduardo Mendoza. Dirección: Ariel García-Valdés. Coproducción de la Compañía Rosa Novell. Interpreta a Mallenca
- (1992) Edipo el tirano de Sófocles. Dirección: M. Langoff. Interpreta a Yocasta. Gira por Madrid, Córdoba, Suïza y Francia.
- (1992) El gran mercado del mundo de Calderón de la Barca. Dirección: Miguel Narros. Interpreta a La Culpa
- (1993) Cartas a niñas de Lewis Carroll. Dirección: Hermann Bonnin. Interpreta a Alicia
- (1993) Joan Miró, l’amic de les arts a partir de textos de Joan Miró, S. Gasch y J. V. Foix. Dirección: Hermann Bonnín. Compañía Rosa Novell
- (1994) La señora Florentina y su amor Homer de Mercè Rodoreda. Dirección: Mario Gas. Interpreta a la Señora Florentina
- (1994) Queridos míos, es preciso contaros ciertas cosas… de Agustín Gómez-Arcos. Dirección: C. Portacelli
- (1995) Antonio y Cleopatra de W. Shakespeare. Traducción de Eduardo Mendoza. Dirección: X. Albertí
- (1996) Motín de brujas (Revolta de bruixes) de Benet y Jornet. Dirección: Lourdes Barba
- (1996) De pueblo en pueblo de Peter Handke. Dirección: Joan Ollé. Interpreta a Nova
- (1998) La veu humana de Jean Cocteau amb Margarida Minguillón. Dirección: Jaume Villanueva

- (1999) Memorias de Adriano de Marguerite Yourcenar. Dirección: Maurizio Scaparro

- (2000) Plaça dels herois de Thomas Bernhard. Dirección: Ariel García-Valdés. Interpreta a la Senyora Zittel
- (2000-2001) La noche de Molly Bloom. Dirección: L. Barba. Monólogo dramatizado por José Sanchis Sinisterra a partir del final de l'Ulisses de James Joyce
- (2001) Unes polaroids explícites de Mark Ravenhill. Dirección de J. M. Mestres
- (2002) Fedra de Jean Racine. Dirección: J. V. Plaza. Montaje: Joan Ollé
- (2002) Coriolà de W. Shakespeare. Dirección: George Lavaudant
- (2003) Zona zero de Neil LaBute. Dirección: Mario Gas. Interpreta a Abby Prescott
- (2005) Casa i jardí de Alan Ayckbourn. Interpreta a Trish
- (2007) Mòbil de Sergi Belbel. Dirección: Lluís Pasqual

- (2008) Un dia. Mirall trencat de Mercè Rodoreda. Adaptación de Ricard Salvat y Manuel Molins. Interpreta a Teresa Goday
- (2009) Edipo, una trilogía
- (2010) La dona justa de Sándor Márai. Adaptación de Eduardo Mendoza. Dirección: F. Berrués Interpreta a Marika
- (2011) El misántropo de Molière. Dirección: George Lavudant. Interpreta a Arsinoé
- (2011) Un fràgil equilibri de Edward Albee. Dirección: Mario Gas. Interpreta a Agnes
- (2012) Els missatges no arriben mai de Biel Mesquida
- (2012-2013) Fragments de converses (epistolari Toldrà-Clausells). Dirección y dramaturgia: Rosa Novell. Intérpretes: Rosa y Queco Novell
- (2014) L’última trobada de Sándor Márai. Dirección: Abel Folk. Interpreta a la Mayordoma Niní

#### Como directora
- (1997) Maria Rosa de Àngel Guimerà. Adaptación de Josep Maria Benet y Jornet. Dirección: Rosa Novell
- (1998) Olga sola de Joan Brossa. Dirección: Rosa Novell
- (1999) Un'anima chiamata Puccini. Dirección: Rosa Novell. Dirección musical de Lorin Maazel
- (1999) Les dones sàvies de Molière. Dirección: Rosa Novell
- (1999) Il teatro alla Moda de Benedetto Marcello. Dirección: Rosa Novell
- (2004) Greus qüestions de Eduardo Mendoza. Dirección: Rosa Novell
- (2005) Final de partida de Samuel Beckett. Dirección: Rosa Novell
- (2006) Viejos tiempos de Harold Pinter. Dirección Rosa Novell
- (2008) El día del profeta de Joan Brossa. Dirección: Rosa Novell
- (2008) Sin noticias de Gurb de Eduardo Mendoza. Dirección: Rosa Novell

### Televisión
- (1977) Perversidad de Biel Mesquida. Realizador Manuel Lara. Protagonista
- (1977) La dama de les cameles de Alejandro Dumas. Serie: Letras catalanas. Versión de Terenci Moix. Realización: Antoni Chic
- (1978) Club de Alex Broch, Realización: Manuel Lara. Protagonista
- (1978) La Xorca. Realización: Antonio Chic
- (1978) Perduts al parking de Victor Mora. Realización de Sergi Shaaff
- (1979) Terra d'escudella. Capítulo: Fregolismes. Realización: Manuel Lara. Interpreta a 6 personajes
- (1979) La mort baixa l’escala de X. Benguerel. Realización: A. Chic
- (1979) Festa amb Rosa Mª  Sardà. Guion de Terenci Moix. Realización: J. Bas
- (1979-1980) Mare i fill, societat limitada de Terenci Moix. Realización: A. Chic
- (1980) La mort d'un líder. Realización: Justafré
- (1980) Sueño de una noche de verano de J. Bas
- (1981) Recital de poemas para el programa Poetes
- (1980-1981) Quitxalla (infantil). Realización: F. Nel·lo y F. Hernández. Protagonista
- (1980-1981) Les Guillermines del rei Salomó de Joan Potau. Realización: Sergi Shaaff
- (1980-1981) Gran teatre. Interpreta a Amanda
- (1980) Hores d'amor i de tristesa d'Adrià Gual. Realización: M. Lara. Protagonista
- (1983) Conductora del programa de arte Art Flash. Dirección: Bartomeus
- (1983) Un encargo original. Capítulo: El invitado número 11. Realizador: Orestes Lara. Estudio uno
- (1984) Xou de la família Pera de Joan Pera
- (1984) Ahí te quiero ver. Programa de variedades. Realización: Shaaff
- (1988) Crónica negra de Ricard Reguant. TV3
- (1989) Tots els que cauen de Samuel Beckett
- (1990) Restauración de Eduardo Mendoza. TV movie
- (1992) Eh, Joe! De Samuel Beckett. Realización: Rosa Novell
- (1993) Un corazón solitario de Silvia Zade (TVE-Mabuse)
- (1993) Arnau. Els dies secrets. Serie dramática de Ll. M. Güell
- (1994) Colaboración en La tarda és nostra de Josep Cuní. Presentadora de la sección: anuncis curiosos i extravagants publicats en la premsa. Magazín
- (1995) Estació d'enllaç. Serie dramática de TV3
- (1995) Secrets de família. (A partir del capítulo 27). Interpreta a la Señora Rocamora
- (1996) Un amor clarobscur
- (1996) Cròniques de la veritat oculta. Serie basada en los cuentos de Pere Calders
- (1996-1997) Nissaga de poder
- (1997) La tramontada
- (1997) Le grand batre. Serie para la televisión francesa. Coproducción Hamster-I.C.C. de Barcelona
- (1999) Pepe Carvalho. Capítulo: La soledad del mánager
- (1999) Crims
- (2001) Germanes de sang
- (2002) La Mari. TV movie de TV3-In Vitro
- (2002) Jet lag. Actriz invitada, episodio 21, Obsessions
- (2003) El cor de la ciutat. Interpreta a Nati
- (2004) ''Majoria absoluta. Interpreta a Rita Ventura
- (2011) 14 de abril, Macià contra Companys (Voz)

### Cine
- (1976) Hic digitur dei. Interpreta a Llumeta
- (1981) El vicari d'Olot de Ventura Pons
- (1981) Te deix amor la mar com a penyora. Lambert Botey, sobre un cuento de Carme Riera. Vídeo
- (1982) Makoki. Vídeo-comic
- (1983) Interior rojo. Dirección: Eugeni Anglada. Interpreta a Rosa
- (1983) Aragon de Lambert Botey. Vídeo
- (1985) Lola de Bigas Luna
- (1985) Pasión lejana de Jesús Garay
- (1989) La bañera de Jesús Garay
- (1989) Dalí con D de Dios de Antoni Ribas
- (1990) Lo más natural de Josefina Molina
- (1991) Els papers d'Aspern de Jordi Cadena
- (1992) El largo invierno de Jaime Camino
- (1993) Rosa Rosae de Fernando Colomo
- (1994) El per què de tot plegat de Ventura Pons
- (1995) El passatger clandestí de Agustí Villaronga
- (1995) Libertarias de Vicente Aranda
- (1996) Razones sentimentales. Dirección: Antonio A. Farré
- (1996) Más allá del jardín de Pedro Olea
- (1999) La chambre à coté, video-arte de Jordi Colomé. Interpretación y dirección de Rosa Novell.
- (2004) El año del diluvio. (Novela de Eduardo Mendoza). Dirección: Jaime Chávarri
- (2008) Xtrems. Dirección: Abel Folk y Joan Riedweg
- (2009) Desátate. Dirección: Jesús Font
- (2014) Stella cadente. Dirección: Luis Miñarro
- (2014) Rastros de sándalo. Dirección: Maria Ripoll
- (2015) El testament de la Rosa. Dirección: Agustí Villaronga. Metraje autobiográfico

### Poesía
- (1971) La pell de brau de Salvador Espriu. Montaje sobre poemas. Grup Línia. Dirección: Román Martí
- (1982) Sagarra vist pels seus íntims. Presentación del acto con Terenci Moix. Teatre Romea
- (1983) Festival de La cançó. Presentadora del acto
- (1984) Lectures poètiques de Josep Carner. Centenario Carner. Recital de Rosa Novell y Francesc Balcells. A la flauta: Montserrat Gascon y Castillo
- (1985) Cicle Teatre al mercat. Lectura de Salvador Espriu, por Rosa Novell y Feliu Formosa. Violoncelo: Adolfo Ruiz de Conejo. Músicas: J.S. Bach. Aula municipal de teatre, Lleida.
- (1993) Carles Riba, filòsof arquitecte. Espectáculo poético acompañada al piano por Agustí Fernández. Dirección: Rosa Novell y T. Vilardell
- (1994) La rosa als llavis, Compañía Rosa Novell. Espectáculo commemorativo del centenario del nacimiento de Joan Salvat-Papasseit
- (1995) La paraula tan buscada. Lectura de poemas de los s. XIX y XX. Dirección: Xavier Albertí. Pabellón Mies Van Der Rohe
- (1996) Dedicació. Recital de la vida y obra de Carner. Selección de textos de Dolors Oller
- (1996) Suite – 17 minuts. Homenaje a Joan Brossa. Casa Puig i Cadafalch, Mataró
- (1997) Records. La veu del modernisme. Lectura de Lluís Soler y Rosa Novell
- (1997) 6è cicle de poesia al teatre. A partir del libro Mala heura, de Lu Xun. Teatre del Sol de Sabadell. Directora: Rosa Novell. Intérpretes: Rosa Novell, Mingo Ràfols, Ramon Vila y Minkang
- (1998) Cantar de los Cantares
- (1998) Veu de veus. Lectura de poemas a cargo de Rosa Novell (Carner) i Lluís Soler (Vinyoli). Música i paraules, Cicle cultural de tardor ’98. Distrito de Sant Andreu
- (1998) Lectura poética para el tema Vespres de poetes del programa para el fomento de la lectura L’Aventura de llegir-1998. Biblioteca Xavier Berenguel
- (1999) Homenatge ciutadà a Joan Brossa. Espai escènic Joan Brossa. Acción de Xavier Olivé. Coordinación: Mª Antonia Pélauzi
- (1999) De quan la gent parlava. Contes de Pere Calders. Lectura de 11 cuentos de Calders. Grec ’99
- (1999) Mundos poéticos del siglo XX. Homenaje a Rafael Alberti y poemas de autores catalanes y españoles. Flauta travesera: David Albet. Theatre ouvert Luxembourgeois
- (2001) Passeig poètic pel segle XX. Recital de Rosa Novell. Flauta: David Albet. Crystal Room
- (2002) Música a la Unió Soviètica: “en ocasió de Lady Macbeth de Msenk”. Poemas de Anna Akhmatora y Aleksandr Blok. Recitan Rosa Novell y Jaume Creus. Música: Dmitri Xostakóvitx. Gran teatre del Liceu
- (2002) Rosa Novell recita Àngel Planells. Flauta: David Albet. Capella de l’Esperança, Blanes
- (2004) De quan la gent parlava. Contes de Pere Calders. Lectura de 11 cuentos de Calders. Palacio Robert (2ª edición)
- (2004) Recital de Pablo Neruda. CaixaFòrum
- (2006) Lectura de poemas de Pere Gimferrer. Selección de textos de Tono Masoliver. Pabellón Mies Van der Rohe
- (2006) Lectura de poemas a Rusiñol. Sitges
- (2007) Lectura poética a cargo de Rosa Novell. A la flauta: David Albet. Nits d’Estiu al CaixaFòrum de Barcelona. Descripción: de Joan Maragall a Carner, pasando por Cernuda, Juan Ramón Jiménez, Gabriel Ferrater, Blai Bonet y Pedro Salinas. Recorrido por la poesía contemporánea catalana y castellana
- (2007) Recital poético basado en la obra de Cesare Pavese en el marco de la exposición Cristòfol Pavesse (1908-2008). Violoncelo: Fany Silvestre. Centre Cultural de la Fundació LaCaixa, Lleida
- (2007) Un passeig per la cultura catalana. La cultura catalana, invitada de honor a la feria del libro de Frankfurt 2007
- (2008) Soldadet de plom
- (2010) Colors interiors. Recital poético en el CaixaFòrum de Barcelona. Acto paralelo a la exposición del pintor Miquel Barceló. Recitan: Rosa Novell, Pepa López y Miquel Gelabert (poemas de Carner, Blai Bonet, Miquel Bauçà, Nicole d’Amonville, Pere Gimferrer, Biel Mesquida, Àngel Terron, Andreu Vidal y Joan Vinyoli). Coordinador del acto: Biel Mesquida. Música de Pascal Comelade
- (2011) Joan Maragall, el ciutadà. (150.º aniversario de su nacimiento). Al violoncelo: Quim Alabau. Vila Joana
- (2012) Homenatge Institucional i Popular a Josep Maria de Sagarra. Dirección y guion escénicos: Joan Ollé. Palacio de la Música Catalana
- (2013) Miquel Martí i Pol, la teva poesia viu avui, ara és demà. Recital de poemas en el 10º aniversario de la muerte del poeta. Rosa Novell recita Tot ha passat, i ara m’eixugo els llavis

### Radio
- Antígona de Salvador Espriu. Dirección y realización: Ricard Palmerola. Adaptación: Florència Grau. Radiotelevisión española 4
- (1991) Tirant lo Blanc de Joanot Martorell. Adaptación radiofónica de Joan Ollé y Carles Guillén. Dirección: Jaume Villanueva
- (2003) Radionovela 1714, la pèrdua de la llibertat dels catalans. Catalunya Ràdio
- (2013) Cortometraje Pilato, Pilato. Col·laboración con la escuela de cine Bande à Part de Barcelona